# Segunda División de Chile 1969
Segunda División de Chile 1969 var 1969 års säsong av den näst högsta nationella divisionen för fotboll i Chile, som vanns av Lota Schwager som således gick upp i Primera División (den högsta divisionen). Trasandino flyttades ner till den lägre divisionen. Segunda División 1969 bestod av en grundserie med 14 lag där alla mötte varandra två gånger (en gång hemma och en gång borta), vilket gav totalt 26 matcher per lag. Efter dessa 26 matcherna flyttades det främsta laget upp och det sista laget flyttades ner en division.

## Tabell
Lag 1: Uppflyttade till Primera División
Lag 14: Nedflyttade till en lägre division.
| Nr | Lag                   | S  | V  | O | F  | GM | IM | MS  | P  |
| -- | --------------------- | -- | -- | - | -- | -- | -- | --- | -- |
| 1  | Lota Schwager         | 26 | 14 | 5 | 7  | 44 | 31 | +13 | 33 |
| 2  | Ñublense              | 26 | 14 | 8 | 4  | 37 | 20 | +17 | 36 |
| 3  | San Luis de Quillota  | 26 | 16 | 4 | 6  | 50 | 35 | +15 | 36 |
| 4  | Iberia                | 26 | 11 | 6 | 9  | 51 | 41 | +10 | 28 |
| 5  | Ferroviarios          | 26 | 9  | 8 | 9  | 48 | 46 | +2  | 26 |
| 6  | Unión San Felipe      | 26 | 9  | 8 | 9  | 33 | 40 | −7  | 26 |
| 7  | Municipal de Santiago | 26 | 9  | 7 | 10 | 38 | 40 | −2  | 25 |
| 8  | Coquimbo Unido        | 26 | 8  | 8 | 10 | 37 | 33 | +4  | 24 |
| 9  | Lister Rossel         | 26 | 8  | 8 | 10 | 34 | 32 | +2  | 24 |
| 10 | UTE                   | 26 | 9  | 5 | 12 | 44 | 52 | −8  | 23 |
| 11 | Naval                 | 26 | 8  | 6 | 12 | 29 | 35 | −6  | 22 |
| 12 | San Antonio Unido     | 26 | 6  | 9 | 11 | 24 | 28 | −4  | 21 |
| 13 | Colchagua             | 26 | 6  | 5 | 15 | 28 | 60 | −32 | 17 |
| 14 | Trasandino            | 26 | 5  | 6 | 15 | 25 | 51 | −26 | 16 |